# Ken Blaiklock
Kenneth Victor „Ken“ Blaiklock (* 6. Dezember 1927 in Palmers Green, London; † 20. September 2020 in der Grafschaft Norfolk) war ein britischer Geodät und Polarforscher. Er war für den British Antarctic Survey bzw. dessen Vorläufer tätig und nahm unter anderem an der Commonwealth Trans-Antarctic Expedition (1955–1958) unter der Leitung von Vivian Fuchs teil. Insgesamt verbrachte Blaiklock 14 Jahre in der Antarktis und damit länger als jeder andere vor ihm.

## Leben
Blaiklock kam als Sohn eines Versicherungskaufmanns und dessen Ehefrau im Norden Londons zur Welt. Er besuchte die Grammar School in Horsham, wo er sich als ausgezeichneter Schüler hervortat. Im Alter von 17 Jahren schloss er seine Schullaufbahn ab und begann eine Ausbildung als Geodät beim Ordnance Survey. In den ersten Monaten nach dem Zweiten Weltkrieg war er in Deutschland stationiert. Dort bewarb er sich erfolgreich im irrtümlichen Glauben, es handele sich um einen Posten auf den Falklandinseln, um eine Anstellung beim Falkland Islands Dependencies Survey, dessen tatsächliches Einsatzgebiet die Antarktis war. 1949, in seinem zweiten Jahr in der Antarktis, identifizierte Blaiklock die wahre Natur der später nach ihm benannten Blaiklock-Insel und errichtete dort mit seinen Kollegen eine dauerhaft betriebene Schutzhütte für weitere Vermessungsarbeiten. Diese gehört seit 1995 zu den Historischen Stätten und Denkmälern in der Antarktis. Beim Festival of Britain im Jahr 1951 war Blaiklock Teil eines Demonstrationswettbewerbs zum Gebrauch von Hundeschlitten. Sein zweiter Antarktisaufenthalt dauerte von 1952 bis 1954. In dieser Zeit gehörte er zu den Besatzungen auf einem argentinischen Vermessungsschiff und auf der norwegischen MV Norsel im Gebiet des Grahamlands.
Von 1955 bis 1958 gehörte Blaiklock zur Mannschaft der Commonwealth Trans-Antarctic Expedition. Bei diesem Unterfangen leitete er ein achtköpfiges Vorauskommando zur Errichtung des Basislagers in der Vahselbucht unter äußerst schwierigen Bedingungen. Im Verlaufe der Expedition stürzte Blaiklock mehrfach in Gletscherspalten und geriet auch auf andere Weise in Lebensgefahr. Der Spruch „We nearly lost Ken today“ (deutsch „Wir haben Ken heute beinahe verloren“) entwickelte sich zu einem geflügelten Satz. Der Höhepunkt der Forschungsreise war die Durchquerung des antarktischen Kontinents. Blaiklock erreichte am 19. Januar 1958 mit vier Begleitern als Leiter eines Hundeschlittenteams den geographischen Südpol; er vollendete von hier aus die Durchquerung an Bord eines Tucker Sno-Cat bis zur Scott Base auf der Ross-Insel.
Von 1959 bis 1961 nahm Blaiklock an der zweiten belgischen Antarktisexpedition teil. Nach eigener Darstellung war dies seine angenehmste Forschungsreise mit gutem Essen und reichlich Alkohol. Die Absicht, bei dieser Expedition erneut den geographischen Südpol zu erreichen, schlug allerdings fehl. Seine letzte vollwertige Antarktisexpedition unternahm Blaiklock 1965. Von 1963 bis 2003 arbeitete er als Prospektor für die Ölindustrie in Ländern wie Nigeria und Saudi-Arabien. 1978 war er Vorsitzender des Antarctic Club.
Ken Blaiklock war seit 1962 mit seiner Frau Elsie verheiratet, die 2018 starb. Aus der Verbindung gingen zwei Kinder hervor. Sein Sohn John ist Ingenieur und Bergsteiger, seine Tochter Catherine (* 1963) gehört zu den Gründern der Brexit Party. Blaiklock lebte in der Grafschaft Norfolk, wo er im September 2020 im Alter von 92 Jahren starb.

## Auszeichnungen
Für seine Verdienste um die britische Antarktisforschung erhielt Blaiklock mehrere Auszeichnungen. Darunter fallen das Offizierskreuz des Order of the British Empire, die Polarmedaille mit drei Spangen, der Cuthbert Peek Award der Royal Geographical Society im Jahr 1957, das Ritterkreuz des belgischen Kronenordens und die W. S. Bruce Medal der Royal Scottish Geographical Society im Jahr 1962. Neben der Blaiklock-Insel tragen in der Antarktis auch der Blaiklock-Gletscher und das Blaiklockfjellet seinen Namen.